# Aleksander Miller
Aleksander (Aleksandr Aleksandrowicz) Miller (Müller), ur. 11 kwietnia 1862 w Petersburgu, zm. 26 września 1923 w Baden-Baden – ostatni rosyjski prezydent Warszawy.

## Życiorys
Absolwent Uniwersytetu Petersburskiego. Prezydentem Warszawy był od 4 września 1909 do 4 sierpnia 1915. Miller kontynuował rozbudowę tramwajów elektrycznych, a w 1909 powołał specjalną komisję dla wymiany bruków drewnianych na kostkę brukową.
5 sierpnia 1915 – krótko przed zajęciem miasta przez wojska niemieckie – przekazał magistrat przewodniczącemu Komisji Obywatelskiej Zdzisławowi Lubomirskiemu i opuścił razem z carskimi władzami Warszawę (zabrał również pieniądze z kasy miejskiej). Formalnie pozostawał prezydentem Warszawy do 1917.
Po rewolucji październikowej przebywał na emigracji w Niemczech.